# Oswaldo França Júnior
Oswaldo França Júnior (Serro, 21 de julho de 1936 — João Monlevade, 10 de junho de 1989) foi um escritor brasileiro.
Ingressou na Aeronáutica aos dezessete anos e teve sua carreira bruscamente interrompida pelo golpe militar de 1964. De novo na vida civil, começou a dedicar-se à literatura, como meio de sobrevivência. Ganhou o Prêmio Walmap, em 1967, o mais importante da literatura brasileira da época.
Publicou romances regularmente: O Viúvo, seu primeiro livro, seguido de Jorge, um Brasileiro (levado ao cinema e à televisão), O Homem de Macacão, Os Dois Irmãos, O Passo-Bandeira, As Laranjas Iguais (contos) e Recordações de Amar em Cuba, entre outros. Sua obra foi traduzida para a Alemanha, Estados Unidos, União Soviética, França e Checoslováquia.
Entusiasta das coisas serranas, em 1984 brindou a cidade com uma importante proposta de Levantamento e Conservação da Memória Cultural do Serro, distribuída aos órgãos competentes. França Jr. morreu prematuramente, num período de franca produção literária, vítima de um acidente na estrada Belo Horizonte-João Monlevade.

## Obras
- O Viúvo (1965)
- Jorge, um brasileiro (1967)
- Um Dia no Rio (1969)
- O Homem de Macacão (1971)
- A Volta para Marilda (1974)
- Os Dois Irmãos (1976)
- As Lembranças de Eliana (1978)
- Aqui e em Outros Lugares (1980)
- À Procura dos Motivos (1982)
- O Passo-Bandeira (1984)
- As Laranjas Iguais (1985)
- Recordações de Amar em Cuba (1986)
- No fundo das águas (1987)
- De ouro e de Amazônia (1989)